# فيليب غريم
فيليب غريم  (و. 1751 – 1796 م) هو محامي من لاندغريفية هسن كاسل، ولد في هاناو، توفي في شتايناو أن در شتراسه، عن عمر يناهز 45 عاماً، بسبب ذات الرئة.

## التعليم
تعلم في جامعة ماربورغ
.